# Leptogramma tottoides
Leptogramma tottoides là một loài thực vật có mạch trong họ Thelypteridaceae. Loài này được Hayata ex H. Itô mô tả khoa học đầu tiên năm 1935.